# Макларен, Малкольм
Ма́лкольм Макла́рен (полное имя — Ма́лкольм Ро́берт Э́ндрю Макла́рен, англ. Malcolm Robert Andrew McLaren; 22 января 1946, Лондон, Великобритания, — 8 апреля 2010, Беллинцона, Швейцария) — британский музыкант и продюсер. Больше всего известен как менеджер группы Sex Pistols, которая стала знаковым событием в истории панк-рока.

## Биография

### Юность
Макларен родился в Лондоне, в еврейско-шотландской семье и воспитывался бабушкой-сефардкой Розой Айзекс (отец покинул семью, когда ему было два года). Когда Макларену было шесть, его мать вышла замуж повторно, но отношения с отчимом у него не сложились.
В юности он сменил много профессий и неоднократно поступал в художественные школы, но так ни одну и не окончил. Тогда же он начал создавать собственные модели одежды. В конце 1960-х Макларен увлёкся идеологией ситуационизма — движения, вышедшего из марксизма, но привлекавшего декларированием провокативных, абсурдных действий.

### New York Dolls и магазин одежды
В 1971 году Макларен вместе с дизайнером Вивьен Вествуд, с которой он в то время встречался, открыл бутик Let It Rock (1971—1973), позднее переименованный в Too Fast to Live, Too Young to Die (1973—1974), затем в SEX (1974—1976). Бутик, ориентированный на переживавшую возрождение субкультуру тедди-боев, пользовался популярностью.
В 1974 году Макларен совершил поездку в Нью-Йорк, где познакомился с глэм-панк-группой New York Dolls. На короткое время Макларен стал их менеджером. Провокационый имидж, который навязывал группе Макларен (включая советскую символику) контрастировал с уже сложившимся образом группы и не принёс успеха. В 1975 году начался распад New York Dolls, а Макларен вернулся в Лондон. Впоследствии музыканты New York Dolls пренебрежительно отзывались о работе Макларена.
После возвращения Макларен решил сменить ориентацию бутика. Основным товаром магазина стала атрибутика БДСМ и предметы фетиш-моды, в том числе созданные Вивьен Вествуд.

### Sex Pistols
Примерно в 1974 году Макларен стал менеджером группы, которая позднее стала известна как Sex Pistols. Создатели группы Стив Джонс и Пол Кук были завсегдатаями магазина Макларена. Затем к группе присоединился басист Глен Мэтлок. Ещё позже внимание Макларена привлёк ещё один посетитель, Джон Лайдон, носивший футболку с надписью «Я ненавижу Pink Floyd». Он стал вокалистом. Новое провокационное название Sex Pistols Макларен когда-то услышал в Америке, так называлась одна уличная банда.
Первый сингл Sex Pistols Anarchy in the U.K. вышел на EMI в ноябре 1976 года. 1 декабря произошёл знаменитый инцидент, когда Стив Джонс в прямом эфире обматерил ведущего телеканала, который брал интервью у группы. EMI расторгла контракт, а группа стала известной на всю страну. В мае 1977 года вышел второй сингл «God Save the Queen». Макларен арендовал катер на Темзе, на котором Sex Pistols исполняли песню вживую. Акция закончилась новым скандалом и арестом Макларена, но история принесла группе дополнительную рекламу.
В октябре 1977 года вышел альбом Never Mind the Bollocks, Here’s the Sex Pistols; в январе следующего года состоялся не очень успешный тур по США, сразу после которого группа распалась. После этого Лайдон обвинил Макларена в том, что он наживался на группе и получал бо́льшую часть прибыли. Из-за этого Лайдон отказался сниматься в фильме «Великое рок-н-ролльное надувательство». На протяжении 1980-х годов Лайдон и Макларен вели долгий процесс по поводу прав на имя Sex Pistols, закончившийся победой Лайдона.

### После Sex Pistols
После распада Sex Pistols Макларен стал менеджером группы Adam and the Ants. Почти сразу он поссорился с лидером группы Адамом Антом и вместе с новой солисткой Аннабеллой Льюин и музыкантами Adam and the Ants создал нью-вейв-группу Bow Wow Wow. Группа прославилась оригинальным вкраплением ритмичных африканских мотивов в электронную рок-музыку и скандалом, который вызвало появление обнажённой четырнадцатилетней солистки на обложке альбома See Jungle!…

### Сольная карьера
Первый сольный альбом Макларена, Duck Rock, вышел в 1983 году. На нём преобладали элементы хип-хопа, и альбом сыграл немалую роль в распространении хип-хопа в Великобритании. Синглы «Buffalo Gals» и «Double Dutch» попали в хит-парады по обе стороны Атлантики. В следующем году он записал сингл «Madame Butterfly», основанный на одноимённой опере.
Дальнейшие работы Макларена характеризовались эклектическим смешением стилей. Время от времени его синглы попадали в британские и европейские чарты. Песня «About Her», основанная на композиции рок-группы The Zombies «She’s Not There», вошла в саундтрек фильма «Убить Билла-2».
Макларен умер в швейцарском госпитале от редкой формы рака — мезотелиомы 8 апреля 2010 года.

## Память
В октябре 2011 года в США была учреждена премия имени Малкольма Макларена, которой награждают авторов «наиболее новаторских и глубоких работ в сфере современного искусства».  Премия вручается ежегодно, первое вручение награды состоялось 21 ноября 2011.

## Дискография
- 1982 — Duck Rock
- 1983 — D’ya Like Scratchin’
- 1984 — Would ya like more Scratchin'?
- 1984 — Fans
- 1985 — Swamp Thing
- 1989 — Waltz Darling
- 1990 — Round the Outside, Round the Outside
- 1994 — Paris
- 1994 — Largest Movie House in Paris (Ambient Remixes)
- 1998 — Buffalo Gals Back to Skool
- 2005 — Tranquilize